# Varbergs fornminnesförening
Varbergs Fornminnesförening grundades 1995 av personer i Varberg med ett stort intresse av arkeologi och hembygdsforskning. Föreningen består f.n. av ett 100-tal medlemmar, däribland såväl fritidsarkeologer som professionella arkeologer och historiker.
Föreningen har sedan starten bedrivit forskning, fornminnesinventering och inrapportering, kulturmiljövandringar, föredrag, utgrävningar, egen utgivning av skrifter, resor, kursverksamhet, museibesök, fyndgenomgång av privatsamlingar med mera.
Föreningen ett nära samarbete med Länsmuseet där man under den årliga arkeologidagen deltar med olika aktiviteter samt med Studiefrämjandet och dess arrangemang under Naturdagen.